# You (Ayumi Hamasaki)
You è un brano musicale della cantante giapponese Ayumi Hamasaki, pubblicato come suo secondo singolo il 10 giugno 1998. Il brano è il secondo estratto dall'album A Song for ×× ed è arrivato alla ventesima posizione della classifica Oricon dei singoli più venduti in Giappone vendendo un totale di 78 260 copie.

## Tracce
CD singolo AVDD-20239
1. YOU (Ayumi Hamasaki, Hoshino Yasuhiko)
2. YOU ~Acoustic Version~ (Ayumi Hamasaki, Hoshino Yasuhiko)
3. YOU ~Instrumental~ (Ayumi Hamasaki, Hoshino Yasuhiko)

## Classifiche
| Classifica (1998)           | Posizione più alta |
| --------------------------- | ------------------ |
| Oricon Weekly Singles Chart | 20                 |